# آرثر رودس (سياسي)
آرثر رودس (بالإنجليزية: Arthur Rhodes)‏ هو محامي وسياسي نيوزلندي، ولد في 20 مارس 1859، وتوفي في 26 ديسمبر 1922. انتخب عضو مجلس النواب النيوزيلندي.